# Glenn Killing på Grand
Glenn Killing på Grand är en krogshow från 2000 av Killinggänget som spelades in på Grand Hôtel i Stockholm. TV-versionen sändes i SVT den 31 december 2000.

## Rollista
- Robert Gustafsson - Flera roller
- Johan Rheborg - Flera roller
- Henrik Schyffert - Glenn Killing

## Handling
Lite sång, lite dans, lite naket.
Imitationer av bl.a. Eric Gadd och Kungen av Sverige.